# J.D. Edwards
J.D. Edwards – amerykańskie przedsiębiorstwo informatyczne założone w marcu 1977 r. z siedzibą w Denver, w stanie Kolorado. Jej założycielami byli John Thompson, Dan Gregory i C. Edward McVaney.
Przedsiębiorstwo zajmowało się tworzeniem oprogramowania księgowego dla minikomputerów IBM, począwszy od System/34 i /36, a od połowy lat 80. dla System/38, potem dla AS/400. Profil firmy zmieniał się stopniowo w kierunku niezależnej od platformy aplikacji ERP, która w 1996 r. uzyskała nazwę JD Edwards OneWorld.
W maju 1988 jeden ze współzałożycieli, Ed McVaney, podarował ponad 32 mln USD University of Nebraska w Lincoln, tworząc J.D. Edwards Honors Program, który służy edukacji profesjonalistów łączących wiedzę informatyczną z zarządzaniem.
W czerwcu 2003 spółka zgodziła się na przejęcie jej przez PeopleSoft, co nastąpiło w lipcu 2003, a OneWorld został dodany do linii produktów PeopleSoft jako EnterpriseOne. Z kolei pod koniec 2004 r. Oracle Corporation nabyła Peoplesoft i kontynuuje rozwój narzędzi opracowanych jeszcze przez J.D. Edwards. Obecnie rozwijany jest projekt o kodowej nazwie „Project Fusion”, który ma zastąpić dotychczasowy system Oracle Applications Suite, jak również oprogramowanie rozwijane poprzednio przez Peoplesoft (Enterprise) i J.D. Edwards (OneWorld/EnterpriseOne and World).
JD Edwards należy do światowej czołówki systemów ERP. System przeznaczony jest przede wszystkim dla przedsiębiorstw charakteryzujących się rozbudowaną dystrybucją oraz przedsiębiorstw produkcyjnych.
Moduł produkcyjny jest największym atutem tego systemu. W większości rankingów dostępnych w Internecie, moduł produkcyjny JD Edwards uważany jest za najlepszy tego rodzaju moduł wśród systemów ERP. O sile tego modułu decyduje możliwość jednoczesnej obsługi zarówno produkcji procesowej, jak i dyskretnej. Dodatkowo konfigurator wyrobów pozwala na obsłużenie produkcji na zamówienie. System wspiera też nowoczesne metody zarządzania produkcją, jak np. kanban. Całości dopełnia rozbudowany moduł remontowy, pozwalający na sprawne zarządzanie utrzymaniem technicznej sprawności linii produkcyjnych i parku maszynowego.
Drugim wysoko ocenianym w rankingach modułem jest moduł dystrybucyjny. Z licznych oferowanych funkcjonalności na uwagę zasługuje system zaawansowanych cenników i obsługi promocji, który dzięki swej elastyczności jest w stanie obsłużyć olbrzymią ilość możliwych zasad polityki cenowej i rabatowej. Warto tu jeszcze wymienić system obsługi magazynu wysokiego składowania, oferujący kompleksową obsługę magazynową.
System jest otwarty, a nabywca licencji otrzymuje dostęp do kodu źródłowego.